# ゴッド・オブ・ウォーIII
『ゴッド・オブ・ウォーIII』は、ソニー・コンピュータエンタテインメントが開発したPlayStation 3用アクションゲームで『ゴッド・オブ・ウォーII 終焉への序曲』の続編となる。日本では2010年3月25日に発売された。
日本では2015年7月16日にPlayStation 4版『ゴッド・オブ・ウォーIII リマスタード』が発売された。

## 概要
米国の大人気シリーズ「ゴッド・オブ・ウォー」の三部作 最終作として開発された。前二作は、PS2史上に残るほどクオリティの高いゲームとして知られているが、今作もそれに恥じないほどのクオリティを有している。PS3でも類を見ない圧倒的なグラフィックや、アクション映画すら凌駕する迫力　HDDインストール無しシームレスローディングなどが高く評価されている。
SpikeTV主催のVideo Game Awards 2010では、ゲーム・オブ・ザ・イヤー2010やベストアクションアドベンチャーなど数多くの賞にノミネートされ、ベストPS3ゲーム、最強のキャラクター、ベストグラフィックを受賞するなどの華々しい実績を残した。また、PlayStation Awards 2010では、Z指定にもかかわらずユーザーズチョイス賞を受賞している。
前二作はカプコンがローカライズしているが、今作はSCEJがローカライズを担当している。ローカライズに伴い、一部シーンが変更・編集されているが、規制されたシーンは極めて少ない。

## ストーリー
自身の運命を弄んだ戦いの神・アレスを倒し、新たなる戦いの神となったスパルタの戦士・クレイトス。しかし彼は自身の願いを聞き入れなかった神々に苛立ちをぶつけるかのようにスパルタ兵達と共に凄惨な戦いを繰り返していた。そしてとうとうその行為を憎み、恐れた神々の王・ゼウスによって彼は神の力を奪われ、冥界へと堕とされる。クレイトスはゼウスとオリュンポスの神々への復讐を果たすために復活し運命の三女神を倒し、人間も神も、また、かつてオリュンポスの神々と争い敗北したタイタン族をも運命から開放する。
全てを終わらせる為にタイタン族を現代に呼び戻し、オリュンポスとその神々を葬り去るべく共にオリュンポス山を侵攻するクレイトス。リヴァイアサンを操るポセイドンに阻まれるもこれを撲殺し、ゼウスに相見えるが、圧倒的な雷霆の一撃にまたも冥界まで墜落してしまう。そこで彼はかつて誤殺したアテナの霊体と接触し、新たな双剣『ブレイズ・オブ・エグザイル』と、ゼウスを倒すためには『オリュンポスの聖火』を消さねばならないという情報を受け取った。また、追放された鍛冶屋ヘファエストスの造り出した娘パンドラと道中幾度か交信する。クレイトスが冥界の主ハデスの魂を奪い取り、ヘリオス・ヘルメス・ヘラクレスと立ちはだかる神々を次々と殺戮したことでオリュンポス世界は大混乱に陥る。
クレイトスはオリュンポス城の中央に安置される『パンドラの箱』を発見するが、『聖火』と『調和の鉄鎖』によって二重に守られており、手出しできない。『聖火』を消すための鍵は同名の少女パンドラであることをアテナから聞かされたクレイトスは、これまで幾度も助けを求めていた彼女が幽閉されている『ラビリンス』へと挑む。数々の罠と並居る敵を突破してパンドラを救出、さらに冥界で『調和の鉄鎖』を守護していた裁きの三神を粉砕し、ついに『パンドラの箱』の前に舞い戻った。
パンドラは『聖火』を消し、箱を開けたことでその役目を果たすが、それは同時に彼女の消滅をも意味していた。だが、この時クレイトスは箱に封印されていた『希望』を得ており、その力を以ってゼウスとの激戦を制し復讐を完遂する。全てを終えた彼の前にアテナが現れ、『希望』を返すようにと迫る。だが、クレイトスの選択は、自分の体に宿る希望を世界へと拡散すべく、自殺することだった。

## ゲームシステム

### 武器と魔法
今作の魔法は各武器に対応したものが専用で発動するようになり、武器のレベルをあげると魔法のレベルも上がる仕様になっている。いくつかの新たな攻撃方法が追加されている。回避行動も武器によって動作が異なる。
ブレイズ・オブ・エグザイル(Blades of Exile)
【魔法】スパルタの軍勢
クレイトスの標準武器になる、アテナがクレイトスに授けたブレイズ・オブ・アテナの進化系。オープニングのポセイドン戦終了後に入手する。標準装備だけあって、攻撃力・リーチ共に標準的であるが全ての武器の中でも最も扱いやすい武器となっている。
魔法は、かつてクレイトスと共に戦ったスパルタの英雄たちを召喚し、クレイトスを囲むように盾で覆い周囲の敵を無数の槍で攻撃する攻防一体の技『スパルタの軍勢(通称：ファランクス)』。特に敵に囲まれたときに効果を発揮するが、リーチの長さはブレイズ・オブ・エグザイルと同じである。ブレイズ・オブ・エグザイルを強化する事により、雨の如く降り注ぐ矢が追加される。
ハデスの鉤爪(Claws of Hades)
【魔法】魂の召集
クレイトスがハデスから奪った紫の光を放つ鉤爪状の鎖鎌。リーチの長さはブレイズ・オブ・エグザイルと同じだが、攻撃力と敵を怯ませる力が若干劣っている分隙が小さい。またヘビーアタック3回の方がノーマルアタックよりも隙が少ないという少々変わった性能。この武器の特徴として、敵に鉤爪を引っ掛けることで、『I』で使用できた「ハデスの軍団」のように無数の髑髏を召喚させ、敵に追尾攻撃を行うことができる。
魔法は鉤爪に取り込まれているクリーチャーを召喚し、敵を攻撃する『魂の召喚』。ハデスの鉤爪を強化することにより召喚できるクリーチャーが追加されていく。召喚するクリーチャーはオリュンポスレジオネア、ケルベロスなどの全9種類で、それぞれの性能も違っている。
ネメアのカエストス(Nemean Cestus)
【魔法】ネメアの雄叫び
クレイトスがヘラクレスから奪い取った銀色の獅子の頭の形をしたカエストス。攻撃力は全武器中トップだが、打撃武器であるためにリーチの長さは全武器の中で最も短く、攻撃時の移動距離も大きい。この武器の特徴として、ステージの至る所にあるオニキス（青味がかった結晶体）などの鉱物を破壊することができ、カエストスでなければ倒せない敵キャラクターも少なからず登場する。
魔法は強い衝撃波を周囲全体に発生させる『ネメアの雄叫び』。カエストスを強化する度に衝撃波の範囲が大きくなる。
ネメシスの鞭(Nemesis Whip)
【魔法】ネメシスの怒り
クレイトスがクロノスの体内から入手した「オンパロスの石」を素材として、へファエストスが開発した先端が3つの刃に分かれている鎖鎌状の鞭。リーチはブレイズ・オブ・エグザイルと同じだが、一発の威力と敵を怯ませる力は全武器最弱。攻撃時の隙も一番少ない為手数で攻めていく武器。先端部分の当たり判定範囲が広くなっており、怯ませられない代わりに鞭を出しっぱなしし、攻撃を受けた敵をしばらくの間感電状態にさせることが可能。また、装置を攻撃することで電流を流し、稼働させることもできる。
魔法は、『I』の「ポセイドンの怒り」や『II』の「クロノス・レイジ」と同様、周囲に電撃の球体を放ち敵を感電させる『ネメシスの怒り』。鞭を強化する度に攻撃範囲が広くなる。
ブレイズ・オブ・アテナ(blades of Athena)
【魔法】デバイン・リコニング
本編冒頭でポセイドン戦終了まで使用する、『II』でクレイトスが使用していた武器。時系列的関係を考慮され、攻撃力のレベルが最大になっている。また、使用できる技はすべて前作と同じ物で、ブレイズ・オブ・エグザイルで後に習得する技とは違う物が多い（同じ名前であっても動作や性能が違う物もある）。
魔法は自身を中心に巨大なサイクロンを発生させる『デバイン・リコニング』（Divine Reckoning、「神の報い」もしくは「神罰」という意味）。しかし、リーチが非常に短く、1体につき最大9コンボのダメージしか与えられない為攻撃としては使い勝手は非常に悪い。発生中の無敵時間がそれなりに長い為、難易度カオスのポセイドン戦では回避技として使い道がある。
特定のアイテムを取得すると2周目プレイ時でポセイドン戦以降も使用し続けることが可能になる。

### アイテム
金羊の毛皮(Golden Fleece)
前作においてエウリュアレの神殿で手に入れた敵の放った飛び道具や攻撃魔法、ビームなどをはじき返す肩当。今作では最初から使用可能。
前作同様防具として使うほか、謎解きにも用いられる。ブレイズ・オブ・エグザイルの強化によってカウンター技の種類も増やせるようになった。
イカロスの翼(Icarus Wings)
前作においてイカロスからもぎ取ったことで入手した黒く巨大な翼。今作では最初から使用可能。
ジャンプ中にボタンを長押しすることで翼を広げ滑空、遠くの足場へ移動できる。また、戦闘ではその巨大さを生かしての突風攻撃を行えたが、ポセイドン戦以降その技は使用不可能になる。
アポロの弓矢(Bow of Apollo)
冥界でクレイトスがケルベロスの炎で焼き殺したピリタオスが持っていた太陽神アポロの弓。『II』の「テュポン・ペイン」と同様に使用できる武器である。前作からのシステムが改良されたことで魔法ゲージの消費からアイテムゲージの消費（一定回数使用後、自動で回復）に変更となった。
独自の性能として、チャージして発射することでアイテムゲージを消費する代わりに炎を纏った矢を放てる。これもまた、攻撃だけでなく謎解きにも必要となる。
ヘリオスの頭(Head of Helios)
クレイトスがヘリオスの首を引きちぎって入手した生首。目と口から強い光を放ちランタンや懐中電灯のように利用できる。道を塞ぐ幻の壁を魔法の光でかき消したり、隠された財宝を光で可視化させるなど謎解きにおける使用箇所は多い。戦闘では敵を目くらましさせて短時間怯ませることができ、魔力を溜めてから放てば広範囲の敵にダメージを与えられるようにもなる。ヘリオスの頭を使用するたび、彼が絶命時に発した叫び声が出る。
ヘルメスのブーツ(Boots of Hermes)
クレイトスがヘルメスの両足を切断して入手したブーツ。使用すると高速で疾走でき、足跡のマークが付いた特定の壁を凄まじいスピードで駆け回れる。戦闘などにおいては、使用して敵に体当たりすると相手を真上に跳ね飛ばせ、さらに空中でのダッシュを可能にする。

### レイジ・オブ・スパルタ(Rage of Sparta)
前二作のレイジ・オブ・ザ・ゴッズやレイジ・オブ・タイタンのような制限時間付きの強化技。発動すると、クレイトスが凄まじい怒りを纏いながらオリュンポスの剣を手に取り、攻撃力および攻撃速度が向上する。オリュンポスの剣の操作方法は他の武器とは異なり、斬る、叩き付け、衝撃波の3種類となる。また、レイジ・オブ・スパルタ発動中は敵の攻撃を受けても一切ひるまなくなり、防御力も大幅に向上する。ただし、無敵ではない。

## 登場キャラクター

### メインキャラクター
クレイトス
声：玄田哲章
シリーズの主人公。自分を裏切り死へと至らしめ、新たな家族であったスパルタ軍を滅ぼし、忌まわしき記憶を消してくれなかったゼウスとオリュンポスの神々への復讐を果たすべく、運命の三女神の力を使いガイアとタイタン族を現代へと呼び戻し、父ゼウスと決着をつけるため神々の住むオリュンポス山の頂上を目指し侵攻する。
アテナ
声：魏涼子
『I』でクレイトスを導き、彼を新たな戦いの神へと推した戦いの女神。『II』でゼウスを庇ったことで、クレイトスに誤殺されてしまった。しかし死んだことで、今まで見えなかった真実が見える「崇高な存在」として生まれ変わる。
かつてはゼウスのために命を投げ出し、オリュンポスの崩壊を防ぐほどの立場にいた。しかし生まれ変わってからは、オリュンポスは滅ぶべき存在と考え、クレイトスによるゼウスへの復讐・オリュンポスの崩壊を助ける立場へと転身した。その為にクレイトスにオリュンポスの聖火への旅路を導く「ブレイズ・オブ・エグザイル」を授ける。
パンドラ
声：桑島法子
へファエストスが人間の女性を象って作った、人ではなく生きても死んでもいない｢物｣。しかしヘファエストスからは娘のように可愛がられている。
ゼウス
声：小島敏彦 → 壤晴彦
全ての神を統べる神々の王でクレイトスの父親。クレイトスの復讐の目的でもある人物。『II』でクレイトスに瀕死にまで追い詰められるが、アテナの身を犠牲にした庇陰により辛うじて危機から逃れる。力を失ったゼウスはオリュンポスの神々を長らく隔ててきた諍いを水に流し団結して、クレイトスとガイア率いるタイタン族と対立することを宣言する。
ガイア
声：鈴木れい子
タイタン族を統べる、自然の生命、大地を司るタイタン神族。『II』ではゼウスに裏切られ命を落としたクレイトスに助言しゼウス打倒に協力、運命の女神の力で運命が捻じ曲がったことで、前作のロドス島の戦いの後の世界にクレイトスと共に現れ、他のタイタン達を引き連れてオリュンポスに侵攻した。
『III』以外での全シリーズではナレーションとして登場している。
ポセイドン
声：楠見尚己 → 緒方賢一
海を司る神。クロノスとレアの息子、ゼウスの兄、ハデスの弟。『I』ではクレイトスに魔法｢ポセイドンの怒り｣を授けた。｢降誕の刻印｣で自身が支配するアトランティスを沈めたクレイトスに恨みを持っており、リヴァイアサンを従えて侵攻してくるクレイトスとタイタン族を迎撃する。武器にトライデントを持ち、海とリヴァイアサンと一体化した巨大な姿で、ガイアとクレイトスに攻撃をしかける。ゴッドオブウォーシリーズの特徴でもある、ゲームの最初に出てくる巨大ボスの一人。
ハデス
声：宗矢樹頼 → 木村雅史
冥界を支配している神。クロノスとレアの息子、ゼウスとポセイドンの兄。『I』ではクレイトスに魔法｢ハデスの軍団｣を授けた。全身傷だらけで、体中から無数の針が飛び出した無骨な姿に禍々しい兜をしている。引っ掛けた相手の魂を吸い取る鉤爪を所有しており、その魂は自分の体へと吸収される。『落日の悲愴曲』で妻ペルセポネを殺され、さらに家族であるポセイドン・アテナを殺したクレイトスに恨みを持っており、タイタン族との戦争の最中に冥界へと戻りクレイトスを待ち構える。見た目とは裏腹に紳士的な性格である（戦闘時以外）。
ヘリオス
声：中村浩太郎 → 浪川大輔
太陽神。ヒュペリオンの息子、エオスの兄。風の神ボレアス、ノトス、エウロス、ゼピュロスをつけた火の戦車に乗り移動する。かつてアトラスによって、地上から冥界へと突き落とされるが、当時神々の僕であったクレイトスによって命を救われる（｢落日の悲愴曲｣）。今作では、アポロに代わりオリュンポスの神々の一員として登場。父親であるタイタン族のヒュペリオン、そしてかつての命の恩人であるクレイトスと対峙する。
ヘルメス
声：多田野曜平
神々の伝令役を始め、様々な旅や医療を司る神。ゼウスの息子、ケリュクスの父。息子ケリュクスを殺したクレイトスに恨みを持っている。挑発的な青年で、ブーツを駆使した高速移動や急な崖を走り落ちるほどの並外れた身体能力を持っている。そのすばやさを用いて恐るべき怪力を持つクレイトスを葬るため、崩壊するオリュンポスの街へと彼を誘い出す。『II』では頭が燃えていたが、『III』では髪の毛が光り輝いている。
ヘラ
声：小山茉美
結婚の女神、女性の守護神、神々の女王。ゼウスの姉にして正妻、アレス、ヘファエストスの母親。クレイトスを倒す為に義理の息子であるヘラクレスをけしかける。
ヘラクレス
声：梁田清之
神々に仕え多くの蛮勇を誇ってきた怪力の戦士。しかし（『GOW』世界では）クレイトスの方が高名でかつ神の座に就いたこともあり、クレイトスに対して激しく嫉妬している。神となったクレイトスを破り自身が闘いの神にならんと、ヘラの命でクレイトスと闘う。
ヘファエストス
声：青森伸
冥界の鍛冶場で黙々と武器を作っている「天の鍛冶屋」と呼ばれた鍛冶職人の神。アフロディーテの夫。ゼウスに幽閉されたパンドラをとり戻す為にクレイトスに助力を求める。
クロノス
声：石川ひろあき → 飯塚昭三
ゼウスやポセイドン、ハデスらの父で、かつてオリュンポスの頂点にいたタイタン族。ゼウスらに地位を奪われた後パンドラの箱を隠したパンドラの神殿を背負わされ砂漠を彷徨わされていたが、クレイトスにパンドラの箱が開けられたことで恐怖の虜となったゼウスにより今作ではタルタロスへと追放されていた。｢オンパロスの石｣を求めタルタロスの底へとやってきたクレイトスを迎え撃つ。
アフロディーテ
声：浅野るり → 日野由利加
ヘファエストスの妻、ゼウスの娘。『I 』ではクレイトスに魔法メデューサの凝視を授けた。本作に置いては助言の他に恒例のとあるミニゲーム要員としての役割も勤める。
ダイダロス
声：辻親八
『II』に登場したイカロスの父親。ゼウスからイカロスを取り戻すため、ゼウスの命で「ラビリンス」という巨大装置を作っていた。
ピリタオス
声：楠見尚己
ハデスの策略により忘却の椅子に座らせられ、木の牢で永遠の責め苦を負わされている。ペルセポネーを愛しており、ハデスから奪おうと試みたが叶わなかった。アポロの弓を所有している。

### サブキャラクター
ヒュペリオン
光明を司るタイタン神族。ヘリオス、エオスの父親。落日の悲愴曲ではゼウスによってタルタロスの岩壁に拘束されていたが、運命の女神の力を手に入れたクレイトスによって復活を果たす。ガイアと共にオリュンポス山を侵攻する。今作では真の神の魂を持つものだけが通れるヒュペリオンの門が存在する。
エピメテウス
岩山のような体躯を持つタイタン神族。兄にアトラスとプロメテウスを持つ。ガイアと共にオリュンポス山を侵攻する。
オケアノス
稲妻と水を司る海神でありタイタン神族。ガイアと共にオリュンポス山を侵攻する。
ペルスス
火山のような体躯を持つ破壊を司るタイタン神族。ガイアと共にオリュンポス山を侵攻する。
ペルセポネ
ハデスの妻であり、「落日の悲愴曲」で楽園エリュシオンの管理者として登場したラストボス。その時にクレイトスに倒されてしまったため、本作では棺に入った遺体として登場する。
ポセイドン姫
ポセイドンによって鎖で拘束されていた若い娘。実の娘ではなく、ポセイドンの妻アムピトリーテーとも別人。
アレス
かつてバーバリアンキングとの戦いで敗北しかけたクレイトスを救い「ブレイズ・オブ・カオス」を与え自身の僕にし、クレイトスの人生と運命を大きく狂わせた戦いの神。『I』にてアテナの守護していた都市アテネに軍を率いて侵攻したが、パンドラの箱の力を得たクレイトスによって倒される。既に死亡しているが、全体のストーリーとしてクレイトスと大きく関わっている存在のため、『II』以降は度々デモムービーや名前として登場している。
ポセイドン戦中のとある場所で、埋葬された彼の遺体を見る事ができる。
冥界の審判者（ミノス、ラダマンテュス、アエアコス）
冥界にて偉大なる調和の鉄鎖を制御している石像の三兄弟。ミューズがこの世で魂を導くのに対し、裁きの三神は冥界で魂の心を裁き導いている。
裁きを受けるにはまずエレボスの試練を受けなくてはならない、彼らに認められた魂だけが楽園エリュシオンへと行けるという。
船長
『I』の冒頭でクレイトスが乗船していた船の船長であり、 PSP以外のGOWシリーズで登場する悲劇の中年男性。クレイトスとは腐れ縁で、毎度会うたびに「またお前か！」と悲痛な台詞を吐きその直後に殺されている。今作では姿を見せず、置手紙にクレイトスに対する行き場のない怒りを記している。また終盤のあるシーンでは声を聞くこともできる。

### 敵キャラクター
前作『II』と比べると、今作では敵の種類がかなり減っている。『I』では登場したが、『II』で登場しなかったケンタウロスとサイクロプスの執行者が復活している。
オリュンポスの射手(Olympus Archer)
オリュンポスの雑魚兵(Olympus Fiend)
ブロンズのタロス(Bronze Talos)
石造のタロス(Stone Talos)
ケンタウロス大将(Centaur Generals)
雑種のケルベロス(Cerberus Mongrel)
ハデス ケルベロス(Hades Cerberus)
キマイラ(Chimera)
サイクロプスの執行者(Cyclops Enforcer)
サイクロプスの猛戦士(Cyclops Berserker)
サイクロプスの生き残り(Cyclops Remains)
オリュンポス番兵(Olympus Sentry)
オリュンポス レジオネア(Olympus Legionnaire)
呪われた生き残り(Cursed Remains)
ハーピー(Harpies)
ハーピー女王(Harpy Queen)
ゴルゴン(Gorgon)
ゴルゴン サーペント(Gorgon Serpent)
スコルピウスの幼虫(Skorpius Spawn)
ミノタウロスの精鋭(Minotaur Elite)
野蛮なミノタウロス(Minotaur Brute)
野良の猟犬(Feral Hound)
冥界のケルベロスの子犬(Hades Cerberus Whelp)
サテュロス(Satyr)
オリュンポス ガーディアン(Olympus Guardian)
オリュンポス センチネル(Olympus Sentinel)
魅惑のセイレーン(Siren Seductress)
ロスト ソウル(Lost Soul)
オリュンポスのレイス(Wraith of Olympus)